# Sciacalli e arabi
Sciacalli e arabi (Schakale und Araber) è un cortometraggio del 2011 diretto da Jean-Marie Straub ispirato all'omonimo racconto di Franz Kafka.

## Trama
Un viaggiatore europeo, accompagnato da alcune guide arabe, attraversa il deserto; di notte si accampa e viene avvicinato da sciacalli parlanti, i quali gli raccontano il loro profondo odio nei confronti degli arabi e tentano di ottenere il suo aiuto per eliminare questo popolo.